# Gary Oliver
Gary Oliver (Northampton, 19 novembre 1966) è un attore britannico.

## Biografia
È noto principalmente per i ruoli ricorrenti in varie serie televisive, tra le quali si ricordano Merlin, New Tricks e Atlantis. Nel 2013 ha dato il volto ad Abramo nella miniserie statunitense La Bibbia, mentre tra il 2014 e il 2015 ha interpretato il personaggio di Ternesio Terys nella serie HBO Il Trono di Spade (Game of Thrones).
Nel 2017 interpreta Stalin nel film Raccolto amaro di George Mendeluk.

## Filmografia

### Cinema
- Nine Lives (Unstoppable), regia di David Carson (2004)
- Son of God, regia di Christopher Spencer (2014)
- Il padre (The Cut), regia di Fatih Akın (2014)
- Raccolto amaro (Bitter Harvest), regia di George Mendeluk (2017)
- Eight for Silver, regia di Sean Ellis (2021)

### Televisione
- Soldier Soldier – serie TV, 1 episodio (1995)
- Casualty – serie TV, 6 episodi (1995, 1998, 2007, 2009, 2021)
- Heartbeat – serie TV, 1 episodio (1996)
- Kavanagh QC – serie TV, 1 episodio (1999)
- Metropolitan Police (The Bill) – serie TV, 2 episodi (1999, 2002)
- The Lavender List – film TV (2006)
- Maxwell – film TV (2007)
- Doctors – serie TV, 1 episodio (2007)
- Merlin – serie TV, 2 episodi (2008)
- Bloody Foreigners – serie TV, 1 episodio (2010)
- Murder on the Victorian Railway – documentario TV (2013)
- La Bibbia - Dio nella storia (The Bible) – miniserie TV, 2 episodi (2013)
- Holby City – serie TV, 1 episodio (2013)
- Coming Up – serie TV, 1 episodio (2013)
- New Tricks - Nuove tracce per vecchie volpi (New Tricks) – serie TV, 1 episodio (2014)
- Atlantis – serie TV, 2 episodi (2014)
- Il Trono di Spade (Game of Thrones) – serie TV, stagioni 4-5, 2 episodi (2014-2015)
- Dickensian – serie TV, 1 episodio (2016)
- War & Peace – miniserie TV, 1 episodio (2016)
- New Blood – serie TV, 2 episodi (2016)
- Padre Brown (Father Brown) – serie TV, 1 episodio (2017)
- X Company – serie TV, 2 episodi (2017)
- Murdered for Being Different – film TV (2017)
- Britannia – serie TV, 2 episodi (2018)
- Benidorm – serie TV, 2 episodi (2018)
- Victoria – serie TV, 1 episodio (2019)
- Jesus - His Life – serie TV, 1 episodio (2019)
- A Confession – serie TV, 3 episodi (2019)
- Il giovane Wallander (Young Wallander) – serie TV, 2 episodi (2019)